# Hyrcanogobius bergi
Hyrcanogobius bergi es una especie de peces de la familia de los Gobiidae en el orden de los Perciformes.

## Morfología
Los machos pueden llegar a alcanzar los 3,6 cm de longitud total.

## Hábitat
Es un pez de clima templado y demersal.

## Distribución geográfica
Se encuentra en el Azerbaiyán,  Irán,  Kazajistán y Rusia.

## Observaciones
Es inofensivo para los humanos.